# رموز الكنوز في تفسير الكتاب العزيز
رموز الكنوز في تفسير الكتاب العزيز كتاب في التفسير من تأليف الحافظ عز الدين عبد الرازق بن رزق الله الرسعني الحنبلي (589 - 661هـ)، ودراسة وتحقيق عبد الملك بن عبد الله بن دهيش.

## أهميته
- قال ابن رجب: «وصنف تفسيرا حسنا في أربع مجلدات ضخمة سماه 'رموز الكنوز' وفيه فوائد حسنة»[1] اهـ
- قال الذهبي: «صنف تفسيرا حسنا، يروي فيه بإسناده.»[2] وقال «وصنف تفسيرا جيدا.»[3]
- وقال ابن بدران: «رموز الكنوز تفسير جليل، يذكر فيه المؤلف أحاديث يرويها بالسند، ويناقش الزمخشري في كشافه، ويذكر فروع الفقه على الخلاف بدون دليل. وبالجملة هو تفسير مفيد جدا لمن طالعه.» وقال: «ويذكر الفروع الفقهية، مبينا خلاف الأئمة فيها، وله مناقشات مع الزمخشري، ولقد اطلعت عليه، وارتويت من مورده العذب الزلال، وشنفت مسامعي بتحقيقه، وارتويت من كوثر تدقيقه، فرحم الله مؤلفه».[4]

## وصف الكتاب
الكتاب ناقص تبعا لنقص ما وصل المحقق من مخطوطات، قال: "وقد سقط من أول الكتاب المقدمة والفاتحة والبقرة وصدر آل عمران، وسقط منه أيضا سورة المائدة كلها، ومائة وسبع وعشرين آية من الأنعام. نسأل الله أن يوفقنا للعثور على القسم المفقود من الكتاب ليتم إضافته إلى الموجود منه، إنه على كل شيء قدير." وهناك الجزء الرابع (سور: يونس - يوسف - مريم - النحل) لم أستطع تنزيله لأنه معطوب. والمحقق بمكة، العزيزية، ش.بن دهيش. فلعل بعض المكيين يضيف المجلد الرابع".

## موقفه من آيات الصفات
ذكر الإمام عز الدين الرسعني رأيه في آيات الصفات بوضوح فقال: «قاعدة مذهب إمامنا في هذا الباب -أي آيات الصفات-: اتباع السلف الصالح؛ فما تأولوه تأولناه، وما سكتوا عنه سكتنا عنه، مفوضين علمه إلى قائله، منزهين الله عما لا يليق بجلاله». وقد التزم بهذه القاعدة، فرجّح تأويل قوله تعالى: ﴿يوم يكشف عن ساق﴾ (سورة القلم: 42) وأوّله بالأمر الشديد، ونسب هذا التفسير إلى كثير من علماء أهل السنة، ثم ذكر الرأي الآخر، وهو إلحاق هذا بنظائره من آيات الصفات.

## اهتمامهبالتفسير الإشاري الصوفي
اعتنى الرسعني في تفسيره بذكر تفسير أرباب الإشارات والمعاني لبعض الآيات القرآنية:
- فقد قال عند قوله تعالى: ﴿إذ قال الله يا عيسى إني متوفيك﴾ (سورة آل عمران: 55): «قال بعض أهل المعاني: إني متوفيك عن شهواتك، وحظوظ نفسك.»
- وقال عند قوله تعالى: ﴿ولا تقتلوا أنفسكم﴾ (سورة النساء: 29): «قال بعض أهل المعاني: "ولا تقتلوا أنفسكم" بارتكاب المعاصي.»
- وقال عند قوله تعالى: ﴿لا تقربوا الصلاة وأنتم سكارى﴾ (سورة النساء: 43): «قال بعض أرباب الإشارات: "وأنتم سكرى" من حب الدنيا.»
- وقال عند قوله تعالى: ﴿وشروه بثمن بخس دراهم معدودة﴾ (سورة يوسف: 20): «قال بعض أرباب الإشارات: والله ما يوسف وإن باعه أعداؤه بأعجب منك في بيع نفسك بشهوة ساعة من معاصيك.»
- وقال عند قوله تعالى: ﴿الذين هم في صلاتهم خاشعون﴾ (سورة المؤمنون: 2): «قال بعض أرباب الإشارات: يحتاج المصلي إلى أربع خلال حتى يكون خاشعاً: إعظام المقام، وإخلاص المقال، واليقين التام، وجمع الهم.»
- وقال عند قوله تعالى: ﴿ولله يسجد من في السماوات والأرض طوعا﴾ (سورة الرعد: 15): «قال أهل المعاني: سجودها: تمايلها من جانب إلى جانب، وانقيادها للتسخير بالطول والقِصَر.»
- وقال عند قوله تعالى: ﴿فهم في روضة يحبرون﴾ (سورة الروم: 15): «سئل يحيى بن معاذ الرازي: أي الأصوات أحسن؟ فقال: مزامير أنس في مقاصير قدس، بألحان تحميد في رياض تمجيد، في مقعد صدق عند مليك مقتدر.»
- وقال عند قوله تعالى: ﴿وأسبغ عليكم نعمه ظاهرة وباطنة﴾ (سورة لقمان: 20): «قال الحارث المحاسبي: الظاهرة نعيم الدنيا، والباطن نعيم العقبى.»